# Post (lune)
Pour les articles homonymes, voir Post.
Post est un satellite naturel de Saturne, plus précisément un propeller « trans-Encke ». Son rayon serait inférieur à 650 m. Il orbite à un peu plus de 133 800 km du centre de Saturne, dans la partie extérieure de l'anneau A, au-delà de la division d'Encke (d'où le nom de « trans-Encke »).
Il est nommé d'après l'aviateur américain Wiley Post.